# Targionia vitis
Targionia vitis är en insektsart som först beskrevs av Victor Antoine Signoret 1876.  Targionia vitis ingår i släktet Targionia och familjen pansarsköldlöss. Inga underarter finns listade i Catalogue of Life.